# Trận Maxen
Trận Maxen là một trận đánh diễn ra vào ngày 20 tháng 11 năm 1759 giữa quân đội Áo và Phổ trong cuộc Chiến tranh bảy năm, tại địa điểm ngày nay là Maxen thuộc bang Sachsen của Đức. Đây là một trận thắng lớn của Áo khi gần như toàn bộ số quân Phổ tham chiến đều bị giết hoặc đầu hàng.
Trong trận này, quân Phổ bao gồm 14 nghìn người dưới sự chỉ huy của Friedrich August von Finck. Phriđrích Đại đế đã ra lệnh cho ông xua quân tấn công và đe dọa tuyến tiếp tế của quân Áo tại Dresden và Böhmen. Tuy nhiên Thống chế Áo là Bá tước Josef von Daun với ưu thế áp đảo về quân số (3 vạn người) đã chủ động tấn công và bao vây quân Phổ vào ngày 20 tháng 11. Không còn cách nào khác, ngày hôm sau (21) Finck đành phải đầu hàng.